# Bangor (Severní Irsko)
Bangor (irsky Beannchar) je přístavní město v districtu Ards and North Down na severu hrabství Down v Severním Irsku. Bangor s cca 60 000 obyvateli patří v rámci Severního Irska do kategorie tzv. velkých měst (large towns) s počtem obyvatel od 18 000 do 75 000.

## Geografická poloha, popis a klima
Bangor se nachází na jižním pobřeží Belfastské zátoky (Belfast Lough), pouhých asi 13 km vzdušnou čarou směrem na východ od severoirské metropole. Město leží na pobřeží Irského moře v nejsevernější části poloostrova Ards. S Belfastem jej spojuje silniční síť a zhruba 20 km dlouhá železniční trať. Konečná stanice Severoirských železnic (NIR) se nachází v centru města a ve špičce je vlakové spojení zajištěno v průměru každých 10 minut. Nadmořská výška městské zástavby se pohybuje od 1 do 50 metrů. Pobřežní promenáda lemuje takzvanou Long Hole (v překladu doslova Dlouhá díra), někdy zvanou též Big Hole - zátoku se skalnatými břehy, která vznikla v důsledku těžby kamene v 19. století.
Z hlediska zaměstnanosti obyvatel je Bangor součástí příměstské aglomerace Belfastu, avšak zároveň je také známým střediskem rekreace, turistického ruchu a řady sportovních aktivit. Vysoká čistota vody v bangorském přístavu - Bangor Marina - byla v minulosti opakovaně oceněna modrou vlajkou (Blue Flag Award).
Nejteplejším měsícem v roce je červenec s průměrnou denní teplotou 14.5 °C, nejchladnějším pak leden. Nejvíce srážek připadá na podzimní a zimní období od září do ledna.

## Historie
Na základě archeologických nálezů mečů bylo doloženo, že území Bangoru bylo osídleno již v době bronzové. Významná historická etapa v životě Bangoru začíná v době mezi roky 552 - 558, kdy zde podle zmínek v Ulsterské kronice (The Annals of Ulster) svatý Comgall založil klášter. V klášteře byla zavedena přísná řehole, zároveň se však Bangor brzy stal největší a nejvýznamnější církevní školou v Ulsteru. Kvůli svému významu byl klášter v té době zván "Světlem světa". 

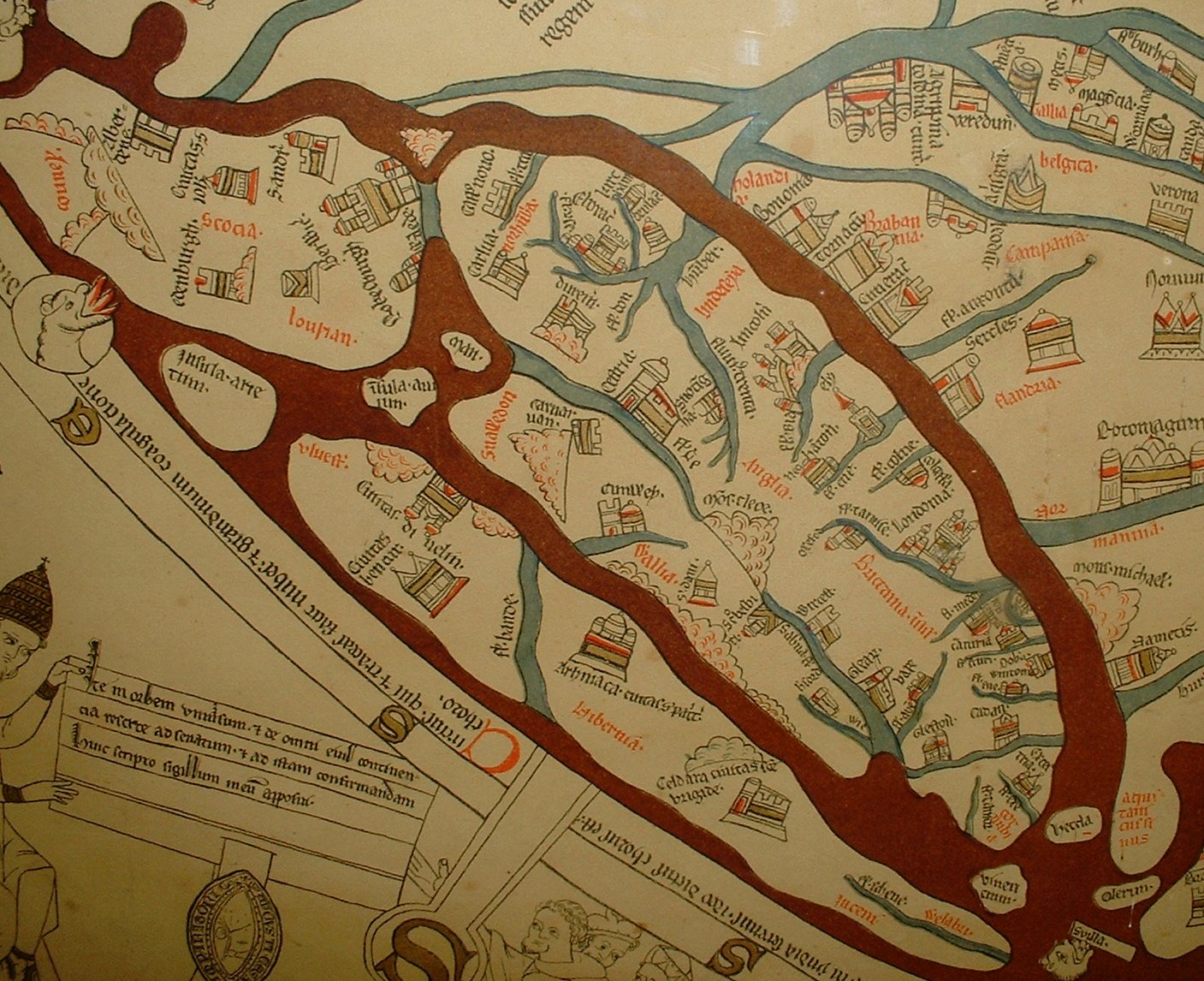
Irsko na Herefordské mapě světa (kolem roku 1280)

Pravděpodobně ještě v 6. století v bangorském klášteře vznikl latinsky psaný rukopis Antiphonarium Monasterii Benchorensis, který je jedinečným dokladem raně křesťanské keltské liturgie.Tento spis zřejmě vzal s sebou do severoitalského Bobbia svatý Kolumbán či některý z jeho následovníků. Z Bobbia se pak rukopis dostal na počátku 17. století do milánské knihovny Biblioteca Ambrosiana, kde byl posléze objeven italským knězem a historikem Ludovicem Antoniem Muratorim. Kopie Antiphonaria je vystavena v bangorském městském muzeu.
V 8. a 9. století, podobně, jako jiná města v Irsku, trpěl Bangor nájezdy Vikingů. V roce 1123 byl opatem bangorského kláštera zvolen svatý Malachiáš. Ve středověku význam Bangoru rostl. Dokazuje to i známá Herefordská mapa světa, na níž jsou vyznačena v Irsku jen čtyři města, přičemž jedním z nich je Bangor. Prvopočátky vzniku a rozvoje moderního města bezprostředně souvisejí s příchodem Skota Jamese Hamiltona, 1. vikomta Claneboye, který na počátku 17. století získal rozsáhlé pozemky v irském hrabství Down. Z roku 1637 pochází jedna z významných bangorských architektonických památek - Stará celnice (Old Custom House), která byla vybudována poté, co král Jakub I. udělil Bangoru statut přístavu.

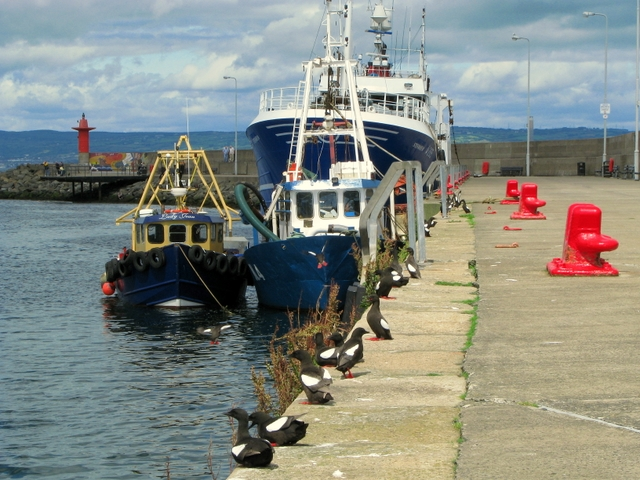
Uprostřed bangorského přístavu sídlí kolonie černých alkounů

V dalších letech přinášelo clo, vybírané v přístavu, značné zisky. V 80. letech 18. století byl rozšířen přístav a na nábřežní vznikla celá řada přádelen bavlny, vybavených parními stroji. Později v 19. století však význam přádelen postupně klesl a charakter města se začal proměňovat. V roce 1865 získal Bangor železniční spojení s Belfastem a stal se stále vyhledávanějším místem pro odpočinek, sport a rekreaci.

## Přístav
Během druhé světové války byl Bangor základnou, v níž se připravovaly spojenecké jednotky na invazi do Normandie. Spojenecké vojáky tehdy navštívil generál a pozdější prezident USA Dwight D. Eisenhower. V roce 2005 bylo za účasti prezidentovy vnučky Mary-Jean Eisenhowerové slavnostně přejmenováno severní molo (North Pier) bangorské mariny na Eisenhowerovo molo (Eisenhower Pier). Na přístavní hrázi nedaleko majáku a zdi s pamětní mozaikou, připomínající osud hrdinů Dne "D", hnízdí kolonie vzácných alkounů, kterým se kvůli jejich černé barvě přezdívá "bangorští tučňáci".

## Nejčistší město
V roce 2004 Bangor získal první místo v kategorii "velkých měst" v celoirské soutěži o titul "Nejlépe udržované město Irska" ("Ireland's Best Kept Towns").

## Památky a zajímavosti

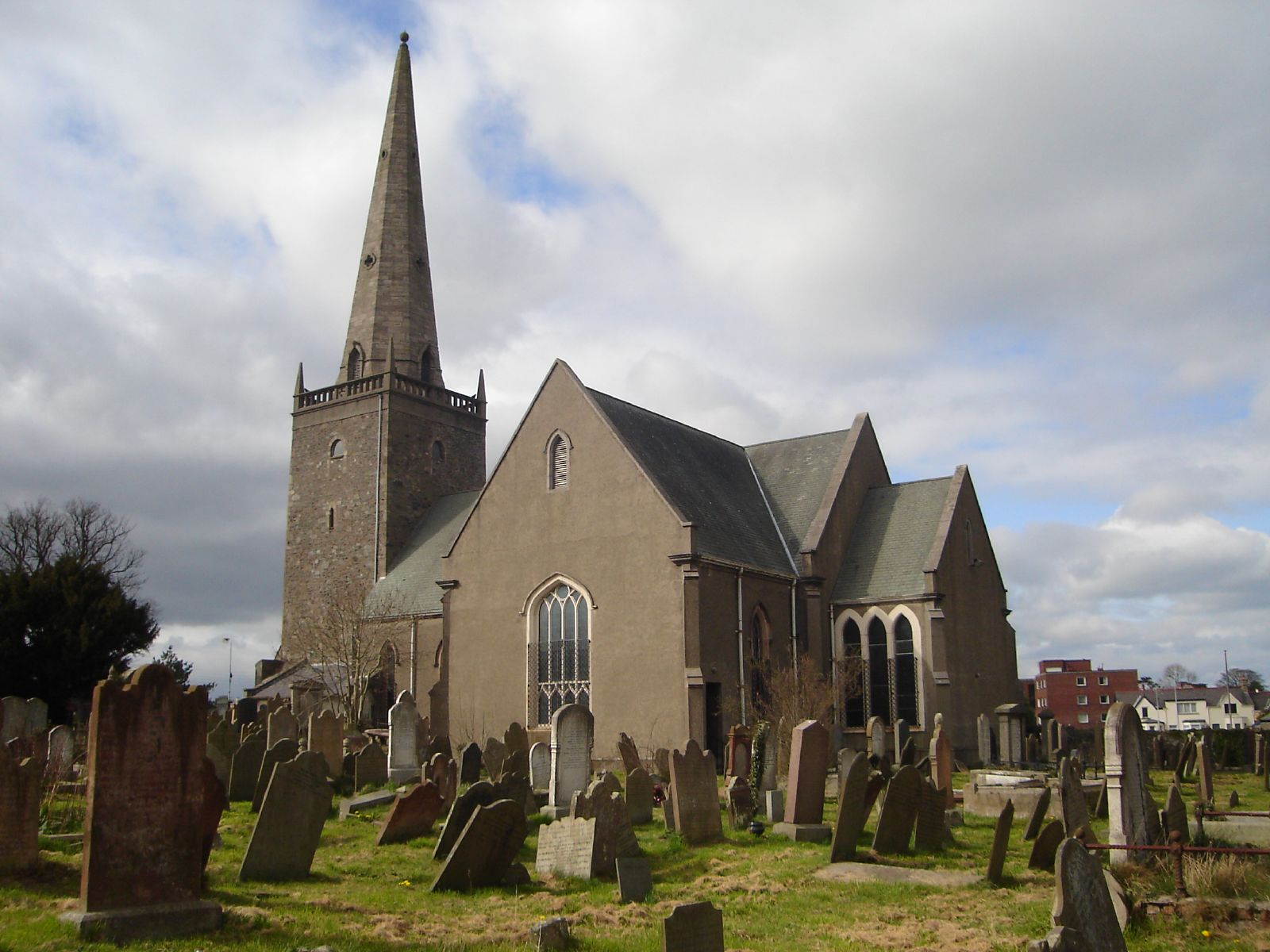
Opatství se starým hřbitovem
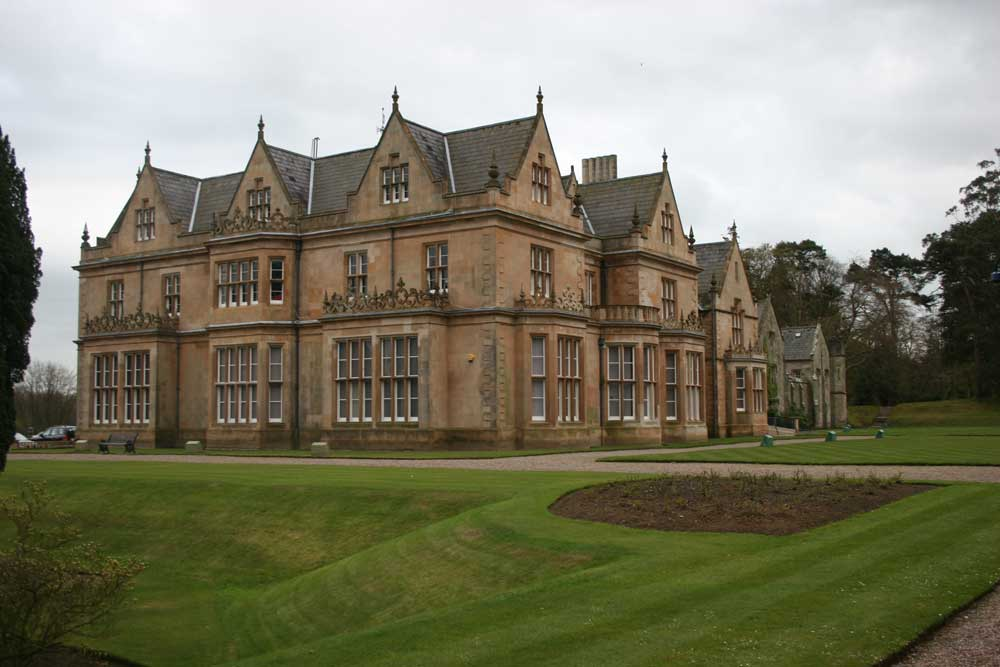
Zámek z 19. století, sídlo městského úřadu
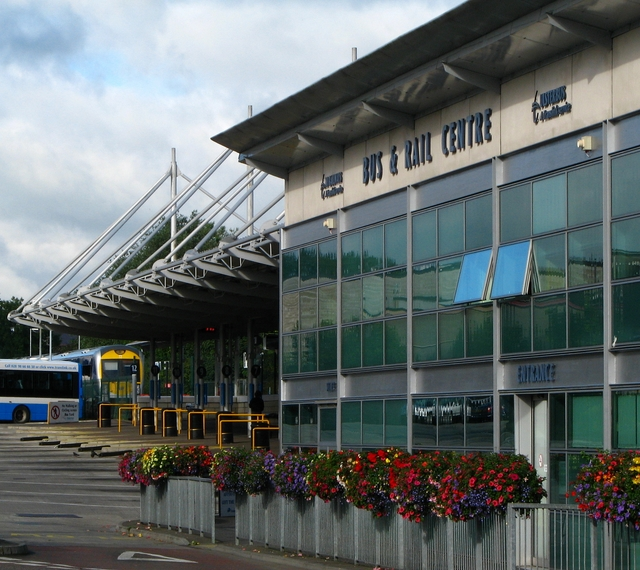
Bangor Bus and Rail Centre
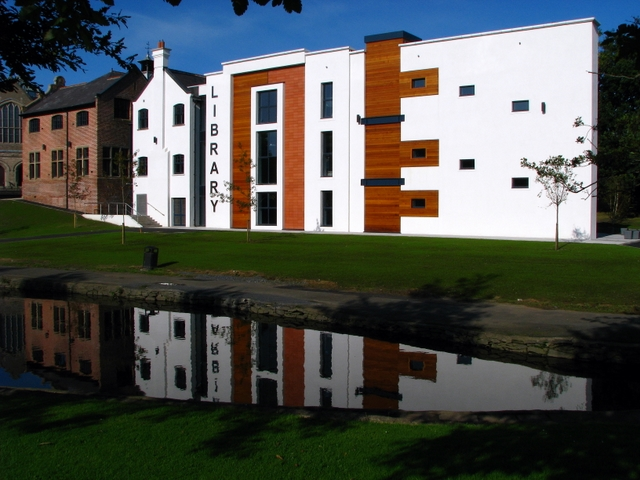
Knihovna, postavená v letech 2007 - 2008
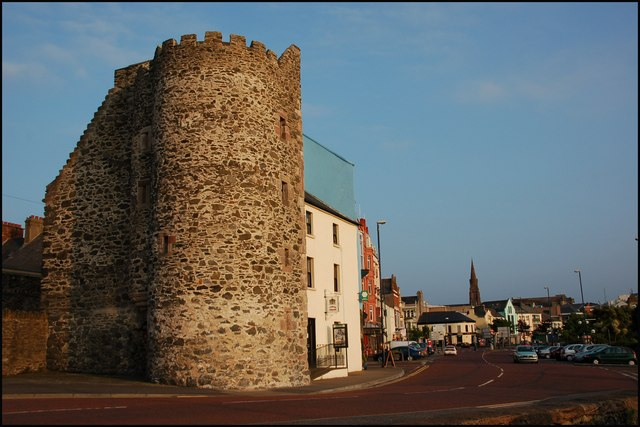
Stará celnice s věží (městské infocentrum)
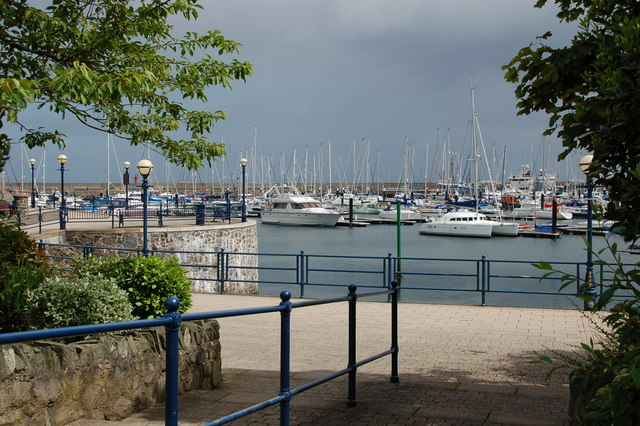
Bangor Marina - největší jachetní přístav v Severním Irsku
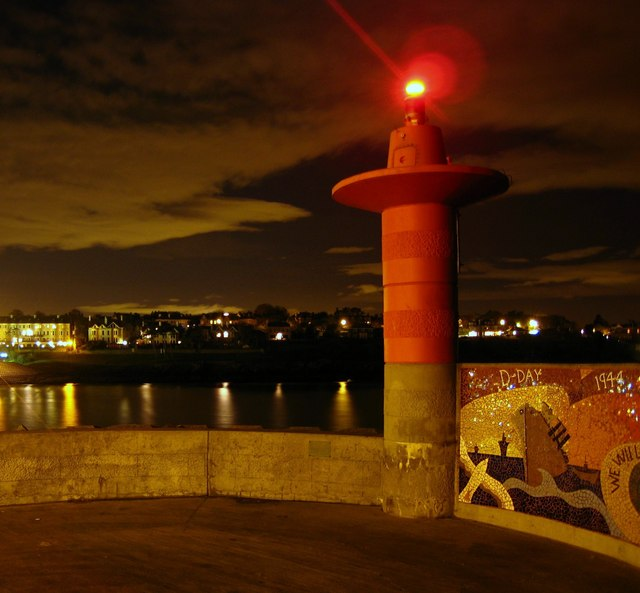
Mozaika v přístavu, připomínající Den "D"
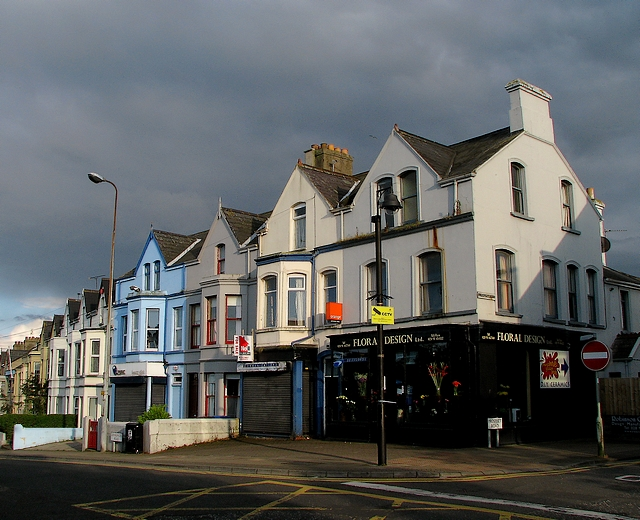
Terrace - domy na Donaghadee Road